# Міст Александера
«Міст Александера» (англ. Alexander's Bridge) — перший роман американської письменниці Вілли Катер. Вперше опублікований у 1912 році, його перевидано з авторською передмовою в 1922 році. Він також виходив як серія у McClure, що дало Катер трохи вільного часу від роботи в цьому журналі.

## Введення сюжету
Бартлі Александер — інженер-будівельник і всесвітньо відомий будівельник мостів, який переживає кризу середнього віку. Попри те, що він одружений на Вініфред, у Лондоні Бартлі відновлює своє знайомство з колишньою коханою Гільдою Бергойн. Цей роман підриває почуття пристойності та честі Бартлі.

## Короткий зміст сюжету
Професор Вілсон приїжджає до будинку Александерів у Бостоні, Бартлі Александер переконав його відвідати з'їзд психологів, що проходив у місті. Його зустрічає Вініфред Александер. Коли її чоловік повертається додому, чоловіки розмовляють, Вініфред грає для них на піаніно. Наступного дня вона розповідає Вілсону, як познайомилася з чоловіком через свою тітку.
Напередодні Різдва Александери готуються до різдвяної вечері. Бартлі розповідає Вілсону, що має проблеми з мостом у Канаді. Пізніше він дарує дружині перлинні сережки. На Новий рік Александр готується до від'їзду в Лондон. На кораблі він витримує сильний шторм і заходить до бару, де грає в бридж, карткову гру. У Лондоні Бартлі відвідує Гільду і каже їй, що не може продовжувати мати з нею стосунки; вона повинна забути про нього і залишити його на самоті. Вона засмучена. Однак за день до того, як він має повернутися до Америки, він запрошує її на вечерю.
Пізніше Г'ю МакКоннелл туманного дня проводжає Гільду додому. Вона каже, що він її не приваблює, вони просто близькі друзі. У своєму будинку вона отримує листа від Бартлі, в якому він пише, що божеволіє без неї. Це спонукає її приїхати до нього в Америку, щоб сказати, що вона вийде заміж за іншого; Бартлі ця ідея не подобається. Вони проводять останній вечір разом.
Невдовзі після цього Філіп Гортон викликає Бартлі до Канади, щоб проінспектувати міст. Бартлі виявляє, що одна з нижніх хорд руйнується — це ставить під загрозу структурну цілісність всього мосту. Гортон був стурбований тим, що міст небезпечний, і намагався зв'язатися з Бартлі, щоб той оглянув міст раніше — в той самий день, коли Бартлі був з Гільдою. Поки Бартлі був на мосту та звертався до бригадників припинити роботу, оскільки міст був небезпечним, міст обрушився, вбиваючи Бартлі і багатьох робітників. Тіло Бартлі знаходять наступного дня і відвозять до будинку Гортона. Вініфред повертається, щоб домовитися про поховання тіла чоловіка. Нарешті Вілсон відвідує Гільду. Остання висловлює заздрість до Вініфред. Вілсон нагадує їй, що тепер Вініфред залишилася без чоловіка, і смерть Бартлі буде переслідувати її. Гільда робить висновок, що її теж переслідуватиме.

## Персонажі
- Професор Люціус Вілсон, професор філософії. Він був студентом у Бостоні, а зараз читає лекції в західному університеті
- Пані Вініфред Александер
- Пан Бартлі Александер, будівельник мостів
- Томас, слуга Александерів
- Маккеллер, шотландський інженер, який привіз Бартлі з Лондона до Квебеку, коли той був молодшим; він був другом Елеонор Пембертон
- Пані Елеонор Пембертон, тітка Вініфред
- Моріс Мейнхолл, популярна людина серед письменників
- Г'ю Макконнелл, драматург
- Флоренс Меррілл
- Сиріл Гендерсон
- Гільда Бургойн, колишня коханка Бартлі, з якою він відновлює роман; вона актриса
- Ірен Бургойн, член сім'ї Гільди
- Сер Гаррі Таун
- Лорд Вестмір
- Пані Доул
- Пані Вестмір
- Пані Варфорд
- Пані Кілдер, ірландський філантроп
- Роберт Овен, племінник леді Кілдер
- Сара Фрост, прозаїк
- Містер Фрост, чоловік Сари Фрост
- Марі, французька дівчина
- Мадам Ангер
- Ангель, слуга мадам Ангер, яка походила із Бретані та зрештою пішла, щоб завести стосунки із солдатами
- Місіс Гастінгс
- Ангора
- Філіп Гортон, він працює над мостами з Бартлі

## Алюзії до інших творів
- Згадується музика «Карнавалу» Роберта Шумана та «Трубакура» Джузеппе Верді.
- Згадуються сонети Вільяма Шекспіра та Ернеста Доусона. Є також цитата з Мільтона Il Penseroso: «Забудьте про мармур».

## Натяки на реальну історію
Стверджується, що історія могла бути викликана обвалом Квебекського мосту 29 серпня 1907 року.